# Gauliga Baden 1934/35
Die Gauliga Baden 1934/35 war die zweite Spielzeit der Gauliga Baden im Fußball. In der Vorrunde hatte es lange Zeit nach einer Titelverteidigung des SV Waldhof ausgesehen, doch eine Niederlagenserie warf die Waldhöfer noch vor der Winterpause zurück. Die Gauligasaison startete am 2. September 1934 und endete am 24. März 1935. Nachdem Lokalrivale VfR Mannheim mit 2:1 auf dem Waldhof erfolgreich gewesen war, sicherte sich die Mannschaft am Rundenende auch die Gaumeisterschaft. In der sich anschließenden Endrunde um die deutsche Meisterschaft waren die Blau-Weiß-Roten allerdings chancenlos. Der SV Waldhof Mannheim, Titelverteidiger und nach der Hinrunde noch Erstplatzierter, spielte eine enttäuschende Rückrunde und beendete diese Saison auf Platz 4. Die beiden Aufsteiger des Vorjahres, der FC Germania Karlsdorf und der MFC 08 Lindenhof, landeten abgeschlagen auf den letzten beiden Plätzen und stiegen wieder ab.

## Kreuztabelle
Die Kreuztabelle stellt die Ergebnisse aller Spiele dieser Saison dar. Die Heimmannschaft ist in der linken Spalte, die Gastmannschaft in der oberen Zeile aufgelistet.
| 1934/35               | VfR Mannheim | FC Phönix Karlsruhe | VfL Neckarau | SV Waldhof Mannheim | VfB Mühlburg | Freiburger FC | 1. FC Pforzheim | Karlsruher FV | FC Germania Karlsdorf | MFC 08 Lindenhof |
| --------------------- | ------------ | ------------------- | ------------ | ------------------- | ------------ | ------------- | --------------- | ------------- | --------------------- | ---------------- |
| VfR Mannheim          |              | 3:1                 | 2:1          | 1:2                 | 4:4          | 3:2           | 3:2             | 6:2           | 6:2                   | 6:3              |
| FC Phönix Karlsruhe   | 2:1          |                     | 2:2          | 1:1                 | 4:2          | 1:2           | 1:0             | 1:1           | 8:1                   | 3:2              |
| VfL Neckarau          | 2:3          | 2:2                 |              | 0:2                 | 5:0          | 3:0           | 2:1             | 2:1           | 3:0                   | 4:1              |
| SV Waldhof Mannheim   | 1:2          | 1:2                 | 2:3          |                     | 2:1          | 1:1           | 2:1             | 1:1           | 3:1                   | 7:2              |
| VfB Mühlburg          | 0:2          | 1:1                 | 2:1          | 2:1                 |              | 3:1           | 3:1             | 1:0           | 0:0                   | 3:1              |
| Freiburger FC         | 1:1          | 0:2                 | 1:1          | 0:1                 | 2:1          |               | 2:1             | 3:1           | 2:0                   | 4:0              |
| 1. FC Pforzheim       | 2:2          | 2:2                 | 2:2          | 4:1                 | 1:1          | 3:0           |                 | 2:1           | 3:0                   | 3:2              |
| Karlsruher FV         | 2:0          | 0:0                 | 2:2          | 1:2                 | 1:2          | 0:0           | 3:2             |               | 0:0                   | 5:0              |
| FC Germania Karlsdorf | 2:3          | 0:5                 | 1:3          | 2:2                 | 0:0          | 0:0           | 0:2             | 1:1           |                       | 1:1              |
| MFC 08 Lindenhof      | 0:5          | 1:2                 | 0:2          | 0:4                 | 0:3          | 2:3           | 0:7             | 1:1           | 2:0                   |                  |

## Abschlusstabelle
| Pl. | Verein                    | Sp. | S  | U | N  | Tore    | Quote | Punkte |
| --- | ------------------------- | --- | -- | - | -- | ------- | ----- | ------ |
| 1.  | VfR Mannheim              | 18  | 12 | 3 | 3  | 053:310 | 1,71  | 27:90  |
| 2.  | FC Phönix Karlsruhe       | 18  | 9  | 7 | 2  | 040:220 | 1,82  | 25:11  |
| 3.  | VfL Neckarau              | 18  | 9  | 5 | 4  | 040:240 | 1,67  | 23:13  |
| 4.  | SV Waldhof Mannheim (M)   | 18  | 9  | 4 | 5  | 036:250 | 1,44  | 22:14  |
| 5.  | VfB Mühlburg              | 18  | 8  | 5 | 5  | 029:270 | 1,07  | 21:15  |
| 6.  | Freiburger FC             | 18  | 7  | 5 | 6  | 024:240 | 1,00  | 19:17  |
| 7.  | 1. FC Pforzheim           | 18  | 7  | 4 | 7  | 039:270 | 1,44  | 18:18  |
| 8.  | Karlsruher FV             | 18  | 3  | 8 | 7  | 023:260 | 0,88  | 14:22  |
| 9.  | FC Germania Karlsdorf (N) | 18  | 0  | 7 | 11 | 011:440 | 0,25  | 07:29  |
| 10. | MFC 08 Lindenhof (N)      | 18  | 1  | 2 | 15 | 018:630 | 0,29  | 04:32  |

| (M) | Titelverteidiger               |
| (N) | Aufsteiger aus der Bezirksliga |

## Aufstiegsrunde
Kreuztabelle:
| 1934/35                  | SpVgg Amicitia Viernheim | FC Germania Brötzingen | VfR Konstanz |
| ------------------------ | ------------------------ | ---------------------- | ------------ |
| SpVgg Amicitia Viernheim |                          | 4:3                    | 5:0          |
| FC Germania Brötzingen   | 3:3                      |                        | 2:0          |
| VfR Konstanz             | 4:2                      | 1:1                    |              |

Abschlusstabelle:
| Pl. | Verein                                                | Sp. | S | U | N | Tore    | Quote | Punkte |
| --- | ----------------------------------------------------- | --- | - | - | - | ------- | ----- | ------ |
| 1.  | SpVgg Amicitia Viernheim (Sieger Bezirk I Unterbaden) | 4   | 2 | 1 | 1 | 014:100 | 1,40  | 05:30  |
| 2.  | FC Germania Brötzingen (Sieger Bezirk II Mittelbaden) | 4   | 1 | 2 | 1 | 009:800 | 1,13  | 04:40  |
| 3.  | VfR Konstanz (Sieger Bezirk III Oberbaden)            | 4   | 1 | 1 | 2 | 005:100 | 0,50  | 03:50  |

## Statistiken

### Torschützen
| Rang | Spieler                | Verein              | Tore |
| ---- | ---------------------- | ------------------- | ---- |
| 1    | Kurt Langenbein        | VfR Mannheim        | 24   |
| 2    | Gottfried Wenzelburger | VfL Neckarau        | 17   |
| 3    | Erich Fischer          | 1. FC Pforzheim     | 12   |
| 4    | Otto Siffling          | SV Waldhof Mannheim | 10   |
| 5    | Max Biehle             | FC Phönix Karlsruhe | 9    |
| 5    | Fritz Müller           | VfB Mühlburg        | 9    |
| 5    | Walter Rau             | 1. FC Pforzheim     | 9    |

### Zuschauer
|         | Verein                | Zuschauer | pro Spiel |
| ------- | --------------------- | --------- | --------- |
| 01.     | VfR Mannheim          | 58.350    | 6.483     |
| 02.     | SV Waldhof Mannheim   | 50.750    | 5.639     |
| 03.     | 1. FC Pforzheim       | 37.250    | 4.139     |
| 04.     | VfB Mühlburg          | 33.150    | 3.683     |
| 05.     | VfL Neckarau          | 32.250    | 3.583     |
| 06.     | Karlsruher FV         | 32.250    | 3.583     |
| 07.     | FC Phönix Karlsruhe   | 32.100    | 3.567     |
| 08.     | Freiburger FC         | 23.200    | 2.578     |
| 09.     | FC Germania Karlsdorf | 20.100    | 2.233     |
| 10.     | MFC 08 Lindenhof      | 16.300    | 18.144    |
| Gesamt: | Gesamt:               | 335.700   | 3.730     |

- Spiel mit den meisten Zuschauern: VfR Mannheim – SV Waldhof Mannheim (18. November 1934; 19.000 Zuschauer)
- Spiel mit den wenigsten Zuschauern: MFC 08 Lindenhof – VfB Mühlburg (9. März 1935; 250 Zuschauer)